# Pierre de Capoue
Pour les articles homonymes, voir Capuano et Capoue (homonymie).
Pietro Capuano, en latin Petrus Capuanus (mort à Viterbe le 30 août 1214) est un prélat italien, cardinal et philosophe scolastique, légat du pape.

## Biographie
Capuano est issu d'une famille noble amalfitaine. Il enseigne à l'université de Paris avant d'être créé cardinal de Capoue par Célestin III, puis employé comme légat par Innocent III. En 1197, il est envoyé comme tel en Pologne et en Bohême pour introduire la réforme ecclésiastique, notamment la règle du célibat des prêtres. En 1198, il part en mission en France pour prêcher la quatrième croisade, avec le curé Foulques de Neuilly. Il est également chargé de réconcilier les rois de France et d'Angleterre et de régler l'affaire du divorce de Philippe Auguste avec Ingeburge de Danemark et de son mariage avec Agnès de Méranie. Il organise une première conférence entre Philippe Auguste et Richard Cœur de Lion, réunie le 13 janvier 1199 entre Vernon et Les Andelys, qui aboutit à une trêve de cinq ans mais qui est rompue au bout de trois mois. Pour régler la question du divorce, il rassemble le 6 décembre 1199 un premier concile à Dijon. Le roi fait appel auprès du pape et le concile ne décide rien. Le légat sort alors du royaume de France et transfère le concile à Vienne, alors terre d'empire. À la mi-janvier, Pierre publie l’interdit sur le royaume de France, ce qui suspend toute vie sacramentelle et liturgique, à l'exception du baptême et de l'extrême onction. En réaction, le roi de France chasse de leurs sièges les évêques qui observent l'interdit, tandis que le pape suspend les prélats qui ne s'y sont pas soumis. Philippe Auguste finit par s’incliner et reconnaît Ingeburge de Danemark pour épouse légitime et se sépare d'Agnès de Méranie. Le pape lève l'interdit le 7 septembre 1200.
En 1202-1204, Capuano participe comme légat à la quatrième croisade. Il s'oppose en vain au projet vénitien d'attaquer l'empire byzantin. Après la prise de Constantinople en 1204, il acquiert des reliques, dont celles de l'apôtre saint André qu'il fait transférer à Amalfi le 8 mai 1208. Il est présent à la bataille d'Andrinople en 1205 où il enjoint aux croisés qui voulaient rentrer en Occident après cette défaite de rester. Cette même année, il échoue avec son homologue le cardinal Soffrid à résoudre la crise de succession à la principauté d'Antioche entre Bohémond IV, soutenu par les Latins d'Antioche, et Raymond-Roupen, soutenu par les Arméniens.

## Ouvrages
- Alphabetum in artem sermocinandi
- Summa[8]